# 纳卡拉
纳卡拉(Nacala)位于莫桑比克北部海岸，是莫桑比克的第三大港口，也是非洲东岸最好的天然深水港。纳卡拉是纳卡拉铁路的终点，铁路连接内陆国家马拉维。纳卡拉的南部是莫桑比克岛，曾经是莫桑比克的首都，1991年被列为世界文化遗产。